# Ularci
Ularci (makedonsky: Уларци) je vesnice v Severní Makedonii. Nachází se v opštině Češinovo-Obleševo ve Východním regionu.

## Geografie
Vesnice se nachází v údolí Kočanska kotlina, západně od města Kočani. Sousedí s obcí Karbinci.

## Historie
Na konci 19. století byla vesnice součástí Osmanské říše. Podle bulharského etnografa a spisovatele Vasila Kančova žilo v roce 1900 ve vesnici 144 obyvatel, všichni se hlásili k makedonské národnosti a křesťanské víře.
Během 20. století byla součástí Jugoslávie, konkrétně Socialistické republiky Makedonie.

## Demografie
Podle sčítání lidu z roku 2002 žije ve vesnici 366 obyvatel, všichni makedonské národnosti.
| Rok          | 1900 | 1905 | 1948 | 1953 | 1961 | 1971 | 1981 | 1991 | 1994 | 2002 |
| ------------ | ---- | ---- | ---- | ---- | ---- | ---- | ---- | ---- | ---- | ---- |
| Obyvatelstvo | 144  | 208  | 334  | 351  | 465  | 503  | 516  | 427  | 378  | 366  |